# 科普特學

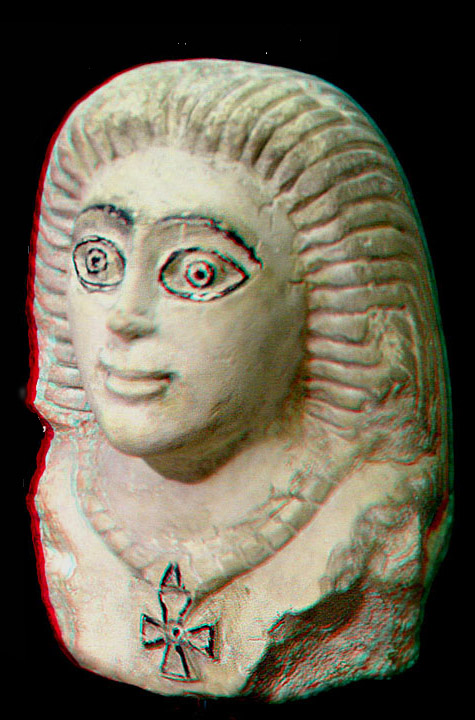
佩戴科普特十字架的胸像（3D圖像）。

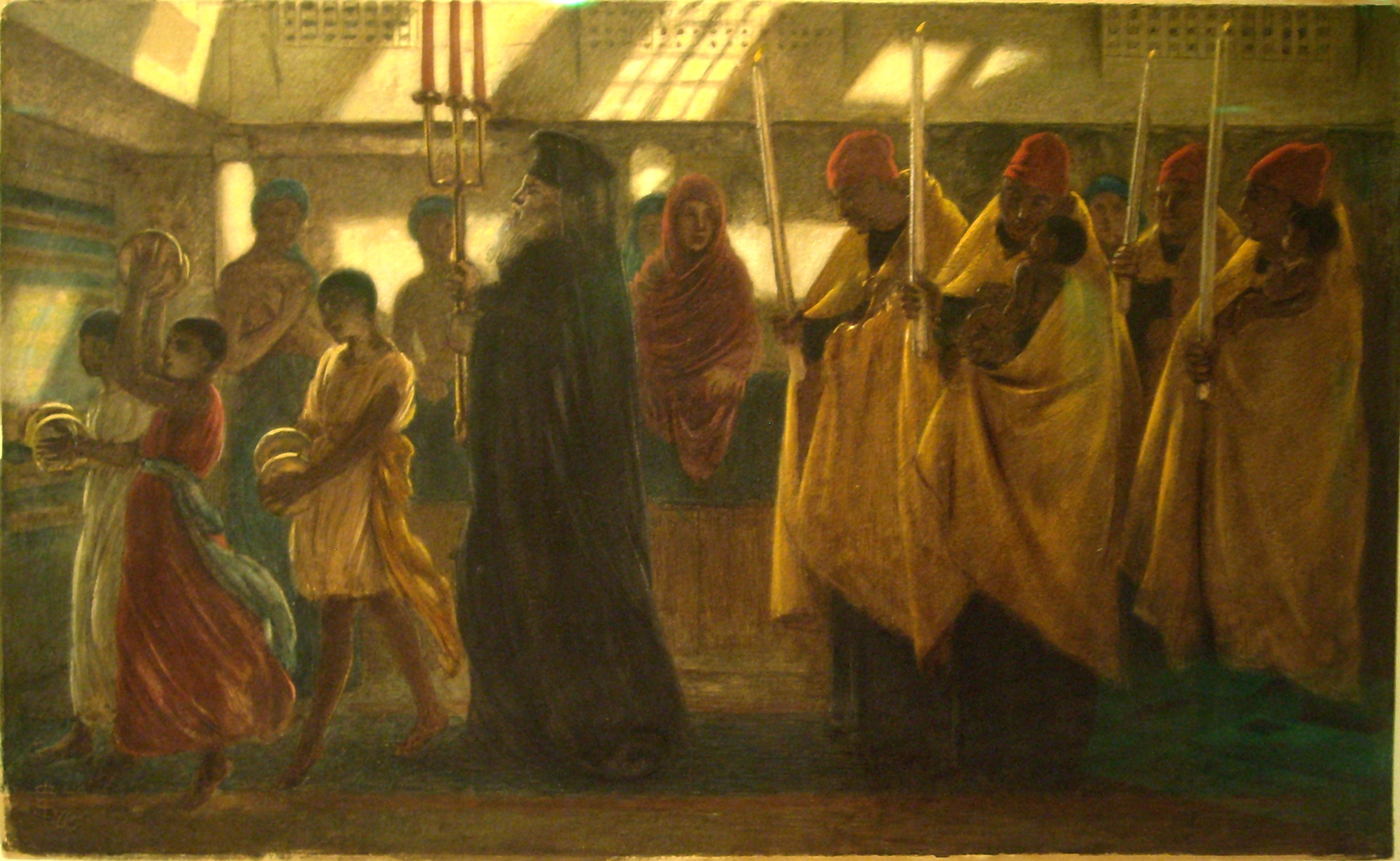
「科普特教會的洗禮儀典」，英國畫家西密安·所羅門作，1865年。

科普特學是一門用於研究科普特人、科普特語以及科普特文學等的學科。

## 起源
歐洲對科普特學的興趣或許始於公元15世紀，而「科普特學」這一術語則在1976年12月11日至17日於開羅舉行的第一屆科普特學國際會議時使用，該會議的正式名稱是「科普特研究的未來研討會」(Colloquium on the Future of Coptic Studies)，這次會議之後旋即成立了「科普特研究國際協會」(International Association for Coptic Studies)。研討會與協會的創立者之一是帕霍·拉畢卜，他於1951至1965年期間擔任開羅的科普特博物館館長。「科普特學」(Coptology) 與「科普特學家」(Coptologist) 這兩個術語由阿齊茲·叙耶·艾提亞引介至英文語言。

## 學科現狀
至今全世界有47個國家的學院設有定期教授科普特學的課程，包括澳洲、加拿大、英國、德國、以色列、西班牙、瑞士和美國等。2002年在開羅美國大學開設了科普特研究的輪値席位。

## 知名科普特學家
- 阿齊茲·敍耶·艾提亞（英语：Aziz Suryal Atiya）（1898–1988），埃及科普特人
- 奧士華·柏梅斯特（英语：O. H. E. Burmester）（1897–1977），英國人
- 克斯欽·坎努耶（英语：Christian Cannuyer）（1957–），比利時人
- 華爾特·尤因·柯朗（英语：Walter Ewing Crum）（1865–1944），蘇格蘭人
- 艾瑞絲·哈碧柏·艾瑪絲莉（英语：Iris Habib Elmasry）（1910–1994），埃及科普特人
- 史蒂文·艾默（英语：Stephen Emmel）（1952–），美國人
- 娜篳拉·歐莉豔（英语：Nabila Erian）（1941–），埃及科普特人
- 加華達·加柏倫（英语：Gawdat Gabra）（1947–），埃及科普特人
- 魯道夫·卡瑟（英语：Rodolphe Kasser）（1927–2013），瑞士人
- 帕霍·拉畢卜（英语：Pahor Labib）（1905–1994），埃及科普特人
- 奧托·費德里希·奧古斯特·美納多士（英语：Otto Friedrich August Meinardus）（1925–2005），德國人
- 約瑟夫·韋葛特（英语：Jozef Vergote）（1910–1992），比利時佛拉芒人
- 希爾德·薩羅茜（英语：Hilde Zaloscer）（1903–1999），奧地利人

## 外部連結
- International Association for Coptic Studies （页面存档备份，存于） （英文）